# العلاقات الأرمينية السورينامية
العلاقات الأرمينية السورينامية هي العلاقات الثنائية التي تجمع بين أرمينيا وسورينام.

## مقارنة بين البلدين
هذه مقارنة عامة ومرجعية للدولتين:
| وجه المقارنة                                              | أرمينيا                    | سورينام                        |
| --------------------------------------------------------- | -------------------------- | ------------------------------ |
| المساحة (كم2)                                             | 29.74 ألف                  | 163.27 ألف                     |
| عدد السكان (نسمة)                                         | 2.93 مليون                 | 563.40 ألف                     |
| الكثافة السكانية (ن./كم²)                                 | 98.52                      | 3.45                           |
| العاصمة                                                   | يريفان                     | باراماريبو                     |
| اللغة الرسمية                                             | لغة أرمنية                 | اللغة الهولندية                |
| العملة                                                    | درام أرميني                | دولار سورينامي، غيلدر سورينامي |
| الناتج المحلي الإجمالي (بليون دولار)                      | 11.54 مليار                | 3.32 مليار                     |
| الناتج المحلي الإجمالي (تعادل القوة الشرائية) بليون دولار | 25.41 مليار                | 9.07 مليار                     |
| الناتج المحلي الإجمالي الاسمي للفرد دولار أمريكي          | 3.49 ألف                   | 9.48 ألف                       |
| الناتج المحلي الإجمالي للفرد دولار أمريكي                 | 8.07 ألف                   | 16.64 ألف                      |
| مؤشر التنمية البشرية                                      | 0.743                      | 0.714                          |
| رمز المكالمات الدولي                                      | +374                       | +597                           |
| رمز الإنترنت                                              | .am، .հայ ‏                 | .sr                            |
| المنطقة الزمنية                                           | ت ع م+04:00، توقيت أرمينيا | 00                             |

## منظمات دولية مشتركة
يشترك البلدان في عضوية مجموعة من المنظمات الدولية، منها:
| علم المنظمة | اسم المنظمة                        | تاريخ انضمام أرمينيا | تاريخ انضمام سورينام |
| ----------- | ---------------------------------- | -------------------- | -------------------- |
|             | يونسكو                             | 9 يونيو 1992         | 16 يوليو 1976        |
|             | وكالة ضمان الاستثمار متعدد الأطراف | 5 ديسمبر 1995        | 2 يوليو 2003         |
|             | الأمم المتحدة                      | 2 مارس 1992          | 4 ديسمبر 1975        |
|             | الاتحاد البريدي العالمي            | ?                    | ?                    |
|             | البنك الدولي للإنشاء والتعمير      | 16 سبتمبر 1992       | 27 يونيو 1978        |
|             | الاتحاد الدولي للاتصالات           | 30 يونيو 1992        | 15 يوليو 1976        |
|             | منظمة حظر الأسلحة الكيميائية       | ?                    | ?                    |
|             | مؤسسة التمويل الدولية              | 18 أبريل 1995        | 1 سبتمبر 2011        |
|             | منظمة التجارة العالمية             | 5 فبراير 2003        | ?                    |
|             | منظمة الشرطة الجنائية الدولية      | ?                    | ?                    |

## وصلات خارجية
- موقع وزارة الخارجية الأرمينية
- موقع وزارة الخارجية السورينامية